# Observatoire de la parité entre les femmes et les hommes
L'Observatoire de la parité entre les femmes et les hommes (OPFH) est une institution française créé en 1995 par le président de la République, Jacques Chirac, auprès du Premier ministre, Alain Juppé et, par délégation, auprès du ministre chargé des Droits des femmes.
En 2013, il est remplacé par le Haut Conseil à l'égalité entre les femmes et les hommes (HCE ou HCEfh), créé à l'initiative de la ministre des Droits des femmes, Najat Vallaud-Belkacem, qui regroupe également le Conseil supérieur de l'information sexuelle, de la régulation des naissances et de l'éducation familiale (CSIS, 1974–2012), la Commission nationale contre les violences envers les femmes (CNVF, 2001–2012) et le conseil supérieur de l'égalité professionnelle (CSEP, 1984–2020).

## Création
L'Observatoire est créé à l'initiative de Roselyne Bachelot, alors membre du RPR, et de Gisèle Halimi, membre de la liste menée par Jean-Pierre Chevènement pour les élections européennes de 1994. Elles présentent ensemble des revendications communes aux candidats à l'élection présidentielle de 1995. Elles participent en particulier au colloque « Présidentielle : les femmes entrent en campagne » organisé le 7 avril 1995 par le Conseil national des femmes françaises (CNFF) et le réseau d'associations « Demain la parité », au Palais des congrès de Paris, pour interpeller les principaux candidats.
Lorsque Jacques Chirac est élu, Roselyne Bachelot, membre de son équipe de campagne, fait pression sur lui pour la mise en place d'un observatoire alors que Colette Codaccioni se voit nommée ministre des Droits des femmes. L'observatoire est créé par décret du 18 octobre 1995. 
Roselyne Bachelot en est nommée rapporteure générale en octobre 1995 et fait nommer Gisèle Halimi parmi ses membres, dont peu d'associations féministes font partie.

## Composition
L'Observatoire est doté d'une rapporteure générale nommée pour trois ans qui propose un programme de travail et en assure la coordination : Roselyne Bachelot (1995–1998), Dominique Gillot (1999), Catherine Génisson (1999–2002), Marie-Jo Zimmermann, (2002–2009) et Chantal Brunel (2010–2012).
L'Observatoire est composé de personnalités bénévoles membres d'associations, du monde de la recherche, de la culture, de l'entreprise, de personnalités qualifiées, élues ou syndicalistes, nommées pour une durée de trois ans, renouvelable une fois, par décret du Premier ministre, sur proposition du ministre chargé des Droits des femmes. 
Son secrétariat est assuré par le service des droits des femmes et de l'égalité entre les femmes et les hommes (SDFE), puis par un secrétariat général à partir de 1999. 

## Missions
L'Observatoire a pour mission de :  
- centraliser, faire produire et diffuser, au besoin par des programmes d'actions spécifiques, les données, analyses, études et recherches sur la situation des femmes aux niveaux national et international ;
- évaluer la persistance des inégalités entre les sexes et identifier les obstacles à la parité, notamment dans les domaines politique, économique et social ;
- émettre des avis sur les projets de textes législatifs et réglementaires dont il est saisi par le Premier ministre ;
- faire toutes recommandations et propositions de réformes au Premier ministre afin de prévenir et de résorber les inégalités entre les sexes et promouvoir l'accès à la parité.

Si le champ des missions confiées à l'Observatoire de la parité par son décret de création est large, son activité porte jusqu'en 2005 essentiellement sur la parité en politique. Depuis la promulgation de la loi du 6 juin 2000 tendant à favoriser l'égal accès des femmes et des hommes aux mandats électoraux et aux fonctions électives, l'Observatoire se consacre principalement à l'évaluation de la mise en œuvre de cette loi, en procédant à l'analyse des résultats électoraux et de statistiques comparées selon le sexe et à un travail qualitatif fondé sur l'audition des différents acteurs et actrices engagés dans l'application de cette loi (responsables de partis politiques, juristes, responsables d'associations…). 
En matière d'égalité professionnelle l'expertise des membres l'Observatoire a contribué à inspirer la loi du 9 mai 2001 et la loi du 23 mars 2006 portées par leur rapporteures, Catherine Génisson et Marie-Jo Zimmermann, puis la révision constitutionnelle de 2008 qui a étendu le principe de l'égal accès des femmes et des hommes aux responsabilités professionnelles et sociales et la loi de mise en œuvre, dite Copé-Zimmermann, en 2011. Les recommandations publiées à l'occasion du colloque de ses 15 ans, en 2011, en témoignent.  

## Publications de l'Observatoire

### Rapports officiels
- 1996 : La Parité dans la vie politique, coordonnée par Gisèle Halimi et remis par Roselyne Bachelot, en décembre 1996, au Premier ministre Alain Juppé, dresse un état des lieux quantitatif et théorique de la situation des femmes en politique et présente un ensemble de propositions faisant la synthèse d'avis recueillis dans le monde politique et la société civile[4].
- 1999 : Vers la parité en politique, remis par Dominique Gillot au Premier ministre Lionel Jospin, en septembre 1999, répond à la mission confiée alors par le Premier ministre à l'Observatoire : soumettre un ensemble de propositions permettant de rendre effectif l'égal accès des femmes et des hommes aux mandats électoraux et fonctions électives[5].
- 2002 : La Parité entre les femmes et les hommes : une avancée décisive pour la démocratie, remis par Catherine Génisson au Premier Ministre Lionel Jospin, en mars 2002, présente, conformément à l'article 16 de la loi du 6 juin 2000, une première évaluation de cette loi, ainsi qu'une étude détaillée de l'évolution de la place des femmes en politique[6].
- 2003 : Pourquoi la parité en politique reste-t-elle un enjeu pour la démocratie française ?, remis par Marie-Jo Zimmermann au Premier ministre Jean-Pierre Raffarin en mars 2003, permet d'évaluer les effets de la loi sur les législatives de juin 2002 et proposant des modifications des modes de scrutin.
- 2003 : Élections à venir : Faire vivre la parité, remis par Marie-Jo Zimmermann au Premier ministre Jean-Pierre Raffarin en décembre 2003, présente une synthèse de l'ensemble des recommandations présentées par tous les présidents et secrétaires nationaux des partis politiques français auditionnés au cours de l'année par les membres de l'Observatoire.
- 2005 : Effets directs et indirects de la loi du 6 juin 2000 : un bilan contrasté, remis par Marie-Jo Zimmermann au Premier ministre Jean-Pierre Raffarin en mars 2005, synthétise l'ensemble des résultats quantitatifs et qualitatifs de la loi dite sur la parité depuis son application : des municipales de 2001 jusqu'aux sénatoriales de septembre 2004.

### Autres publications
- Cinq ans après la loi : parité, mais presque (actes du colloque, 6 juin 2005, organisé par la Délégation aux droits des femmes et à l'égalité des chances entre les hommes et les femmes et l'Observatoire de la parité entre les femmes et les hommes), Paris, Assemblée nationale, coll. « Documents d'information / Assemblée nationale » (no 40), 2005, 65 p. (ISBN 2-11-119300-3, lire en ligne).
- Les clés de la parité, Paris, Biotop, coll. « 3/2 », 2006 (ISBN 978-2-84400-540-3, présentation en ligne, lire en ligne [PDF]).